# رد جلومار (قانون)

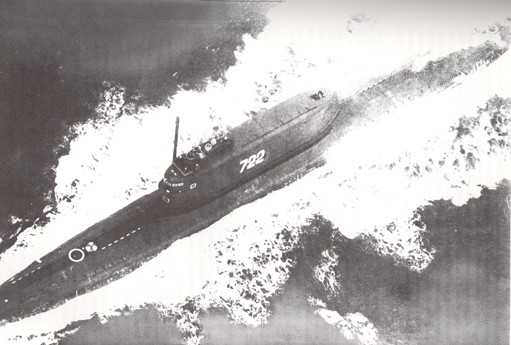

رد جلومار (بالإنجليزية: Glomar response)‏، المعروف أيضا باسم Glomarization، هو مصطلح في قانون الولايات المتحدة يعبر عن ان الجهة «لا تؤكد أو تنفي المعلومة» وهو استجابة لقانون حرية المعلومات الأمريكي (FOIA) الذي ينص بصورة عامة على أن لكل مواطن اميركي الحق في طلب الوصول إلى سجلات أي وكالة حكومية أمريكية.
فعلى سبيل المثال، استجابة لطلب تقارير الشرطة المتعلقة بفرد معين، قد ترد وكالة الشرطة بما يلي: «لا يمكننا تأكيد أو نفي أن وكالتنا لديها أي سجلات تطابق طلبك.» إن مثل هذه الاستجابة هي بيان حقيقي، بغض النظر عما إذا كان الكيان يمتلك بالفعل المعلومات المطلوبة.
وفقا لذلك، يتم تفضيل ردود Glomar لقدرتها على رفض طلب المعلومات دون الكذب ومطالبة بعدم وجود معلومات. وقد ابتكرت هذا القانون وكالة الاستخبارات الأمريكية (CIA) في يوليو / تموز عام 1974م عهد الرئيس ريتشارد نيكسون وذلك في محاولة جادة لاخفاء معلومات في غاية السرية سألت عنها الصحافة واستناداً لقانون حرية المعلومات فقد وقعت وكالة الاستخبارات الأمريكية في مأزق حرج فباتت حائرة كيف يكون الرد فكان الرد المفحم كالتالي:
" We can neither confirm nor deny the existence of the information requested but, hypothetically; if such data were to exist,the subject matter would be classified and couldn't be disclosed."
و هو ما يعني «نحن لا نستطيع تأكيد أو نفي وجود المعلومات المطلوبة ولكن على سبيل الافتراض إذا كان لهذه المعلومات وجود فعلاً فهي سرية ولا يمكن الكشف عنها.»
وهنا رفعت الصحافة العديد من القضايا لمعرفة المعلومات المنشودة في حين تمسكت الوكالة بنفس الرد ذريعة أن هذه المعلومات تمس مصلحة الوطن وسلامة أراضيه وكسبت هذه القضايا كلها. وتم اعتماد الرد على أنه قانون تستخدمه الوكالات الحكومية الأمريكية كلها من حينها حتى الآن.

## أصل المصطلح
ظهرت كلمة "Glomar" من اسم شركة "Global marine" ويمت جزء Glo إلى كلمة Global وجزء mar من كلمة Marine، والتي كانت الشركة ذات علاقة بالعملية السرية الخاصة بوكالة الاستخبارات الأمريكية.

## العملية السرية

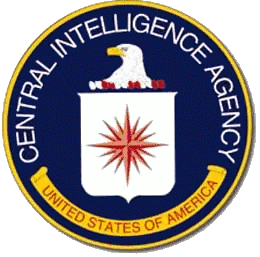

في اثناء الحرب الباردة في إبريل 1968 كانت كلا من روسيا والولايات المتحدة تستعرض قوتها العسكرية والعلمية، حيث غرقت الغواصة السوفيتية K-129 في المحيط الهادئ وكانت تحمل صواريخ نووية والصندوق الخاص باطلاقها، وتم كشفها بواسطة الاسطول الأميركي البحري وتم إنشاء مشروع أزوريان بواسطة وكالة الاستخبارات الأمريكية وبدأ المواطنين في التسأول ولكي لا تنتشر المعلومة ويعرف السوفيت العملية السرية هذه ومع وجود قانون حرية المعلومات كانت وكالة الاستخبارات الأمريكية في مأزق وابتكرت رد جلومار.